# Хоржевская, Александра Сергеевна
Александра Сергеевна Хоржевская (по первому мужу — Цицианова, по второму мужу — Волховская; 1853, Одесса, Российская империя — 1887, Томск, Российская империя) — русская революционерка, народница.

## Биография
Из дворянской семьи Херсонской губернии, дочь коллежского секретаря, одесского домовладельца.

Получила домашнее образование.
В 1872 году выехала за границу, поступила на медицинский факультет Цюрихского университета (Швейцария). Вступила в кружок русских студенток «Фричи». После вызова русским правительством в 1873 году, переехала из Цюриха с попыткой устроиться для обучения в Берн, потом в Париж.
В Россию вернулась в декабре 1874 года.
В январе 1875 года поселилась в Москве. В феврале 1875 года присутствовала на московскрм съезде, где был утверждён устав «Всероссийской социально-революционной организации».
Вместе с сестрами Ольгой и Верой Любатович, С. Бардиной, Л. Фигнер принимала участие в противоправительственной пропаганде в Москве.
Желая передать своё состояние на революционные цели, фиктивно вышла замуж 13 июля 1875 года за И. Г. Кикодзе, представившего личные документы А. К. Цицианова. 

После разгрома организации в Москве в апреле 1875 года уехала на юг, жила в Одессе, содействовала пропаганде в Грузии, затем, переехала в Киев, где играла видную роль в киевском народническом кружке и жила под фамилией Веры Глебовой.
9 сентября 1875 года арестована в Киеве на квартире Г. Гельфман под фамилией крестьянки Марии Горощенковой. Привлечена к дознанию по делу о противоправительственной пропаганде (Процесс пятидесяти). Предана 30 ноября 1876 года суду Особого Присутствия Правительствующего Сената по обвинению в составлении противозаконного сообщества, участии в нём и в распространении преступных сочинений (Процесс пятидесяти). Находилась под судом с 21 февраля по 14 марта 1877 года. Признана виновной в организации в 1875 года в Москве противозаконного сообщества и в распространении преступных сочинений и 14 марта приговорена к лишению всех прав и к каторжным работам на заводах на пять лет, при чём суд ходатайствовал о замене каторжных работ ссылкой на поселение в менее отдалённые места Сибири.
По Высочайшему повелению 14 августа 1877 года ходатайство суда удовлетворено.
В ноябре 1877 года водворена в Тюкалинске (Тобольская губерния), где вышла замуж за Феликса Вадимовича Волховского.
В июне 1880 года ходатайствовала о переводе в Томск. Ходатайство было удовлетворено. С августа 1881 года проживала с семьёй в Томске.
Застрелилась в Томске в 1887 году. Была похоронена на томском Преображенском кладбище, могила утрачена при ликвидации кладбища в 1950-е годы.

## Мужья и дети
- Цицианов, Александр Константинович — первый брак, фиктивный, заключён по личным документам Цицианова.
- Волховский, Феликс Вадимович

Дочь: Екатерина Феликсовна (1886—1889)